# لیزا شوارتزبام
لیزا شوارتزبام (انگلیسی: Lisa Schwarzbaum؛ زادهٔ ۵ ژوئیهٔ ۱۹۵۲) منتقد فیلم اهل ایالات متحده است. او در دههٔ ۱۹۹۰ به عنوان منتقد سینما به انترتینمنت ویکلی پیوست و تا فوریهٔ ۲۰۱۳ در این مجله فعالیت می‌کرد.